# Salmo peristericus
 Salmo peristericus  ist eine Fischart aus der Familie der Lachsfische (Salmonidae), die endemisch im Gebiet des Prespasees im Dreiländereck von Mazedonien, Albanien und Griechenland vorkommt.

## Merkmale
Salmo peristericus erreicht eine Körperlänge von bis zu 35 Zentimetern, wobei 72–75 % der Standardlänge vor der Afterflosse liegen. Die Höhe des Körpers liegt bei 19–23 % der Standardlänge. Der Kiemendeckel und das obere Drittel der Flanken weisen kleine schwarze Flecken auf. Augenförmige rote Flecken finden sich auf den gesamten Flanken. Die Kiemenreuse weist 16 bis 18 Dornen auf.

## Lebensweise
Die Art besiedelt Fließgewässer in der Umgebung des Sees. Es wird vermutet, dass sie sich von einer ursprünglich den See besiedelnden Population ableitet, die zum Laichen in die Zuflüsse gewandert ist. Die Laichzeit liegt im November.

## Bedrohung
Salmo peristericus wird in der Roten Liste der gefährdeten Arten als stark gefährdet (Endangered) geführt. Als Hauptbedrohung gilt der Verlust des Lebensraums.